# Comfort and Joy (film 1984)
Comfort and Joy è un film del 1984 diretto da Bill Forsyth.